# Campionati europei di sollevamento pesi 1933
I Campionati europei di sollevamento pesi 1933, 25ª edizione della manifestazione, si svolsero ad Essen dal 16 al 17 settembre 1933.

## Formula
La formula prevedeva non i tre movimenti della distensione, strappo e slancio in vigore dal 1929, ma cinque serie di sollevamenti:
- sollevamento a strappo con la mano sinistra;
- sollevamento a strappo con la mano destra;
- sollevamento a distensione a due mani;
- sollevamento a strappo a due mani;
- sollevamento a slancio a due mani.

Dall'edizione successiva si rientra ai tre movimenti.

## Titoli in palio
| Categoria            | Eventi        |
| -------------------- | ------------- |
| Pesi piuma           | 60 kg         |
| Pesi leggeri         | 67,5 kg       |
| Pesi medi            | 75 kg         |
| Pesi massimi leggeri | 82,5 kg       |
| Pesi massimi         | Oltre 82,5 kg |

## Risultati

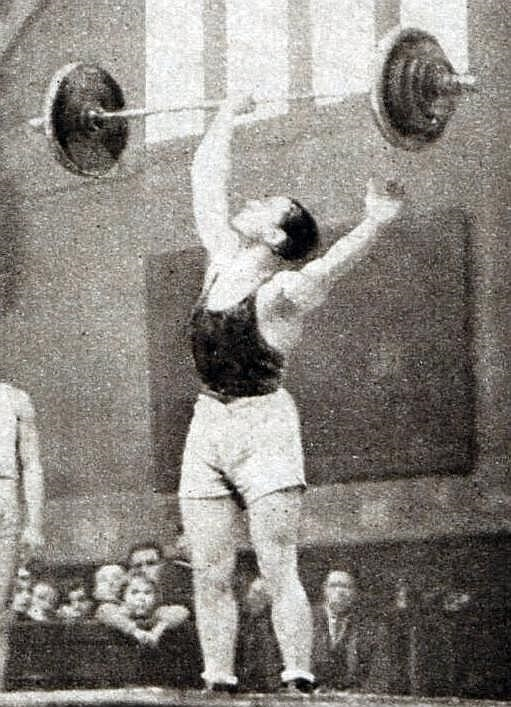
Pierre Alleene, campione d'europa nei pesi medi, in un sollevamento a strappo con la mano destra nel marzo del 1933 a Parigi.

| Evento         | Oro            | Oro   | Argento          | Argento | Bronzo            | Bronzo |
| -------------- | -------------- | ----- | ---------------- | ------- | ----------------- | ------ |
| 60 kg.         | Hans Wölpert   | 420,0 | Eugen Mühlberger | 410,0   | Helmut Schäfer    | 397,5  |
| 67,5 kg.       | Franz Thiersch | 447,5 | Kurt Helbig      | 442,5   | Henri Blanc       | 430,0  |
| 75 kg.         | Pierre Alleene | 497,5 | Rudolf Ismayr    | 492,5   | Eugen Jordan      | 470,0  |
| 82,5 kg.       | Nic Scheitler  | 497,5 | Jakob Vogt       | 495,0   | Karl Bierwirth    | 485,0  |
| Oltre 82,5 kg. | Václav Bečvář  | 552,5 | Arnold Luhaäär   | 537,5   | Josef Straßberger | 525,0  |

## Medagliere
| Posiz. | Nazione        | Oro | Argento | Bronzo | Totale |
| ------ | -------------- | --- | ------- | ------ | ------ |
| 1      | Germania       | 2   | 4       | 4      | 10     |
| 2      | Cecoslovacchia | 1   | 0       | 0      | 1      |
| 2      | Francia        | 1   | 0       | 0      | 1      |
| 2      | Lussemburgo    | 1   | 0       | 0      | 1      |
| 5      | Estonia        | 0   | 1       | 0      | 1      |
| 6      | Svizzera       | 0   | 0       | 1      | 1      |
| Totale | Totale         | 5   | 5       | 5      | 15     |